# Jean-Frédéric Morency
Jean-Frédéric Morency (Parigi, 30 maggio 1989) è un cestista francese.

## Palmarès
- Coppa di Francia: 1

Nanterre 92: 2016-17
- FIBA Europe Cup: 1

Nanterre 92: 2016-17